# Гурьев, Степан Савельевич
Степа́н Саве́льевич Гу́рьев (19 июля (1 августа) 1902 года, с. Романово, Липецкий уезд, Тамбовская губерния, ныне Ленино, Липецкий район, Липецкая область — 22 апреля 1945 года, Восточная Пруссия) — советский военачальник, гвардии генерал-майор (3 мая 1942 года). Герой Советского Союза (19 апреля 1945 года).
Командир 39-й гвардейской стрелковой Барвенковской дивизии (1942—1943), отличившейся при обороне Сталинграда. Командир 16-го гвардейского стрелкового Кёнигсбергского корпуса (1944—1945).

## Начальная биография
Степан Савельевич Гурьев родился 19 июля (1 августа) 1902 года в селе Романово, ныне селе Ленино Липецкого района Липецкой области в крестьянской семье.
После окончания начальной школы в 13 лет пошёл работать коногоном на рудник.

## Военная служба

### Гражданская война
В марте 1919 года призван в ряды РККА и направлен красноармейцем в 197-й стрелковый полк (9-я Кубанская армия, Южный фронт), после чего принимал участие в боевых действиях против войск под командованием генерала А. И. Деникина на Донбассе, в августе — в контрнаступлении Южного фронта, а затем — против Донской армии на реке Хопёр.
В 1920 году Гурьев участвовал в ходе Ростово-Новочеркасской и Северо-Кавказской операций, в августе — в ликвидации Улагаевского десанта и в боевых действиях на Таманском полуострове, а с осени того же года — в боевых действиях против вооруженных формирований на Северном Кавказе, а также в ликвидации меньшевистского правительства в Грузии.

### Межвоенное время
В июне 1921 года направлен на учёбу в Иваново-Вознесенскую пехотную школу комсостава. В 1924 году вступил в ряды ВКП(б). После окончания школы в августе 1925 года назначен на должность командира взвода в составе 142-го стрелкового
полка (48-я стрелковая дивизия, Московский военный округ).
В сентябре 1927 года направлен на учёбу на Московские военно-политических курсы, после окончания которых в 1928 году назначен на должность политрука роты в составе 250-го стрелкового полка (84-я стрелковая дивизия, Московский военный округ), затем — на эту же должность в 118-м стрелковом полку (40-я стрелковая дивизия, Сибирский военный округ), дислоцированном в Ачинске, в июне 1930 года — на должность ответственного секретаря бюро ВКП(б) этого же полка, в феврале 1932 года — на должность инструктора политического отдела 35-й стрелковой дивизии (ОКДВА), в сентябре того же года — на должность командира батальона 105-го стрелкового полка этой же дивизии, а в ноябре 1935 года — на должность работника в Газимуто-Заводского районного военного комиссариата (Читинская область).
В январе 1937 года Гурьев направлен на учёбу на Высшие стрелково-тактические курсы «Выстрел», после окончания которых в августе того же года назначен на должность помощника командира по строевой части 279-го стрелкового полка (93-я стрелковая дивизия), в 1938 году — на должность начальника 1-го отделения 4-го отдела, затем — на должность начальника 4-го отдела штаба Забайкальского военного округа, а в марте 1939 года — на должность командира 293-го стрелкового полка (57-я стрелковая дивизия), после чего принимал участие в боевых действиях на Халхин-Голе. В октябре того же года назначен на должность начальника пехоты 36-й мотострелковой дивизии в составе 1-й армейской группы на территории МНР, на базе которой в июле 1940 года была сформирована 17-я армия.
В октябре 1940 года направлен на учёбу на оперативный факультет Военной академии командного и штурманского состава ВВС РККА, после окончания которого в мае 1941 года назначен на должность командира 10-й воздушно-десантной бригады (5-й воздушно-десантный корпус, Прибалтийский военный округ).

### Великая Отечественная война
С началом войны на прежней должности. Бригада под командованием полковника Гурьева 24 июня 1941 года вступила в бой в районе города Паневежис и затем принимала участие в боевых действиях в ходе приграничного сражения в районе Даугавпилса.
3 октября назначен на должность командира 5-го воздушно-десантного корпуса, который во время Московской битвы принимал участие в боевых действиях в Можайско-Малоярославецкой и Наро-Фоминской оборонительных и Ржевско-Вяземской наступательной операций, а также в освобождении поселений южной части Боровского района и города Медынь.
В начале августа 1942 года корпус был преобразован в 39-ю гвардейскую стрелковую дивизию, а Гурьев назначен на должность командира дивизии, которая 7 августа с марша вышла на оборонительные рубежи вблизи Сталинграда и после боевых действий севернее города 1 октября дивизия переправились через Волгу в Сталинград, после чего принимала участие в боях на юго-западном направлении, а затем на территории завода «Красный Октябрь». 23 октября противник перешёл в наступление с целью сбросить дивизию в Волгу и овладеть стратегически важным районом, однако по приказу Гурьева дивизия выбила оттуда подразделения противника, после чего удерживала занятые рубежи вплоть до окончания Сталинградской битвы.

Во главе этой дивизии стоял энергичный, имевший боевой опыт с самого начала войны генерал-майор Степан Савельевич Гурьев. Он был невысокого роста, приземистый крепыш, которого, как говорили, нелегко сдвинуть с места. Такое впечатление он оставил и у меня при первой встрече. «Вероятно, и своих подчинённых он воспитывает в таком же духе», — подумал я тогда и вскоре убедился, что не ошибся. 39-я гвардейская стрелковая дивизия много дней обороняла завод «Красный Октябрь»; её бойцы отступления не знали.
Сам Гурьев не уходил со своего командно-наблюдательного пункта даже тогда, когда у самого входа рвались гранаты фашистских автоматчиков.
— Чуйков В. И. Гвардейская доблесть // От Сталинграда до Берлина. — М.: Сов. Россия, 1985. — 704 с. — (Военные мемуары). — 200 000 экз.
За участие в Сталинградской битве и проявленное при этом мужество и дивизия, и Гурьев награждены орденами Красного Знамени, а В. И. Чуйков подарил Гурьеву «вальтер», рукоятку которого на одной стороне украшала их совместная фотография, а на другой — надпись: «Лучшему другу по боям под Сталинградом С. С. Гурьеву от В. И. Чуйкова».
С февраля 1943 года дивизия принимала участие в боевых действиях на Юго-Западном фронте, а в апреле того же года генерал-майор Гурьев назначен на должность командира 28-го гвардейского стрелкового корпуса, который вскоре принимал участие в боевых действиях в ходе Ворошиловградской и Днепропетровской наступательных операций, а также в освобождении городов Запорожье и Днепропетровск.
В декабре направлен на учёбу на ускоренный курс при Высшей военной академии имени К. Е. Ворошилова, после окончания которого в апреле 1944 года назначен на должность командира  16-го гвардейского стрелкового корпуса , который вскоре принимал участие в боевых действиях в ходе Вильнюсской, Каунасской наступательных операций, а также в освобождения города Алитус и форсировании реки Неман.
Вскоре корпус во время Восточно-Прусской наступательной операции принимал участие в боевых действиях за Кёнигсберг, в ходе которых после форсирования реки Преголя западнее города Инстербург прорвал внешнюю полосу Кёнигсбергского укреплённого района, выйдя непосредственно к Кёнигсбергу и до 9 апреля 1945 года принимал участие в его взятии, за что корпус получил почётное наименование «Кёнигсбергский».
После взятия города корпус принимал участие в боевых действиях на Земландском полуострове в районе военно-морской базы Пиллау.
Указом Президиума Верховного Совета СССР от 19 апреля 1945 года за умелое командование стрелковым корпусом и личную храбрость, проявленные при взятии Кёнигсберга, гвардии генерал-майору Степану Савельевичу Гурьеву присвоено звание Героя Советского Союза.

### Гибель
22 апреля 1945 года Гурьев в районе Пиллау был убит вражеским снарядом (вместе с ним получил смертельное ранение начальник артиллерии 16 гвардейского стрелкового корпуса полковник С. И. Полецкий и был убит начальник отдела контрразведки «СМЕРШ» корпуса подполковник Л. С. Крымов). Офицеры похоронены в Калининграде на мемориале 1200 гвардейцам.

Блестяще сражался при штурме Кенигсберга  16-й гвардейский стрелковый корпус генерал-майора С. С. Гурьева, ставшего под стенами древней рыцарской крепости Героем Советского Союза. Следующий шаг гвардейцы его корпуса сделали к морской цитадели Пиллау, и на подступах к ней оборвалась жизнь Степана Савельевича. В память о нём прежний Нойхаузен переименован в Гурьевск.
— Василевский А. М. Дело всей жизни. — М.: Политиздат, 1975. — С. 512-513. — 552 с.
За время войны генерал-майор Гурьев был 7 раз упомянут в благодарственных приказах Верховного Главнокомандующего.
- Командир 39-й стрелковой дивизии генерал-майор С. С. Гурьев (слева) на наблюдательном пункте в Сталинграде, 1943 г.

## Семья
Жена — Мария Николаевна. Дочери — Клара, Инесса и Тамара.

## Награды
- Медаль «Золотая Звезда» (19.04.1945);
- Два ордена Ленина (13.01.1944, 19.04.1945);
- Два ордена Красного Знамени (1939, 12.04.1942);
- Орден Кутузова 2 степени (6.02.1943);
- Орден Красной Звезды (26.10.1943);
- Медаль «За оборону Москвы»;
- Медаль «За оборону Сталинграда»;
- Медаль «XX лет Рабоче-Крестьянской Красной Армии».

Иностранные награды:
- Орден Боевого Красного Знамени (МНР, 1939).

## Память
В 1946 году в Калининградской области город Нойхаузен переименован в Гурьевск, а также образован Гурьевский район. Именем Гурьева названа одна из улиц в центре города, а в 1995 году присвоено имя гимназии № 2. Также в 1961 году в городе установлен памятник Герою Советского Союза С. С. Гурьеву, который в январе 2007 года был заменён на новый из бронзы.
В Волгограде на территории мемориального комплекса «Мамаев Курган» установлена памятная плита с надписью «Герою Советского Союза гвардии генерал-майору Гурьеву Степану Савельевичу ВЕЧНАЯ СЛАВА».
В селе Ленино на родине С. С. Гурьева его именем названа улица и установлен бюст героя. Его именем также названы улицы в городах Волгограде, Раменское, Ровно, Борзя.
В Липецке 12 декабря 1946 года имя Гурьева присвоено улице, ныне не существующей. На мемориальном комплексе на площади Героев находится вылитый из бронзы портрет С. С. Гурьева.
Имя С. С. Гурьева увековечено в Зале Славы Центрального музея Великой Отечественной войны.
В сериале «Жизнь и судьба», снятом в 2012 году режиссёром Сергеем Урсуляком, в роли С. С. Гурьева снялся Заслуженный артист РФ А. Аравушкин.
- Памятник на могиле С. С. Гурьева на мемориале 1200 гвардейцам в Калининграде.
- Мемориальная плита С. С. Гурьева на Мамаевом кургане в Волгограде.
- Памятник Герою Советского Союза С. С. Гурьеву в городе Гурьевске.